# Alfred Winkler (Unternehmer)

Alfred Winkler (1872–1945)

Alfred Hugo Oswald Winkler (* 8. August 1872 in Zittau, Sachsen; † 6. September 1945 in Neuwied) war Mitbegründer und Seniorchef der Firma Winkler & Dünnebier.

## Leben und Werk

### Die Anfänge
Alfred Winkler wuchs in ärmlichen Verhältnissen auf, da in seiner Kindheit der Vater die Familie für eine andere Frau verlassen hatte. So musste er bereits früh nicht nur für sich selber, sondern auch für seine jüngeren Geschwister und die Mutter sorgen. Nach der Schule absolvierte er eine Mechanikerlehre und begann dann eine Laufbahn in der Papierverarbeitungsindustrie. Über berufliche Zwischenstationen in Heilbronn (Ernst Mayer Briefhüllenfabrik) und Frankfurt am Main, kam Winkler im Jahr 1902 schließlich nach Neuwied, um bei dem Briefumschlaghersteller Neuwieder Couvertfabrik Willy Strüder (1992 von der Curtis 1000 Europe AG übernommen) als Werkmeister und später als Werksleiter zu arbeiten.
Da Briefumschläge zu dieser Zeit noch zu einem großen Teil von Hand oder auf nichtautomatischen Maschinen hergestellt wurden, erkannte Winkler rasch die Notwendigkeit für schnelle Maschinen zur Massenfabrikation von Couverts. In seiner Freizeit begann er daher eine Couvertmaschine zu entwickeln, die kontinuierlich Briefumschläge herstellen konnte (Rotations-Briefumschlagmaschine). Da sein Einkommen und seine Ersparnisse alleine zur Finanzierung der Entwicklungen nicht ausreichten, mussten Winklers Ehefrau und Kinder nicht nur mithelfen, sondern auch das fehlende Geld hinzuverdienen (Fertigung von Glühstrümpfen in Heimarbeit und Kleinhandel mit Lebensmitteln).
Nachdem Alfred Winkler bereits mehrere Patente auf diesem Gebiet erworben hatte, lernte er 1911 Max Dünnebier (1878–1950) kennen. Dieser arbeitete als Maschinenschlosser bei der Elberfelder Briefumschlagmaschinenfabrik Fischer & Wescher und sollte für sie eine neue Couvertmaschine bei der Neuwieder Couvertfabrik Strüder aufstellen. Dünnebier hatte sich ebenfalls privat mit der Weiterentwicklung dieser Maschinen beschäftigt und Patente auf diesem Gebiet erhalten.

### Unternehmensgründung
Aus dem gemeinsamen Interesse erwuchs schnell eine Freundschaft und der Wunsch, sich zusammen unternehmerisch zu betätigen. Mit einem Gründungskapital von nur 3.500 Goldmark, ein Vorschuss aus dem Verkauf ausländischer Patente, setzten die beiden Männer 1913 ihren Wunsch um und gründeten die Firma Winkler & Dünnebier in Neuwied. Der Vertrieb erfolgte unter dem Markennamen Helios.
Auf Grundlage der früheren Erfindungen und Patentierungen von Alfred Winkler und Max Dünnebier konnte das jungen Unternehmen Rotations-Briefumschlagmaschinen anbieten, die eine deutlich höhere Geschwindigkeit und Präzision bei der Briefumschlagherstellung ermöglichten, als die herkömmliche Klappenmaschinentechnik.
Der erste Auftrag für die neuartigen Maschinen kam von der Neuwieder Couvertfabrik Strüder. Der erste Auslandsauftrag kam aus England von der Firma John Dickinson & Co.Ltd. Wegen des Kriegsausbruchs mussten diese aber über die neutralen Niederlande ausgeliefert werden. Befand sich die erste Werkstatt noch in einem Hinterhof in der Innenstadt Neuwieds, so musste Winkler & Dünnebier wegen der zunehmenden Nachfrage noch kurz vor Kriegsbeginn in größere Räumlichkeiten in der Neuwieder „Mittelstraße“ umziehen. 1917 erfolgte eine erneute Erweiterung, als die erste Werkshalle an dem heutigen Standort am „Sohler Weg“ im Stadtteil Heddesdorf errichtet wurde.

### Weltkriege und Weltwirtschaftskrise

Rotations-Briefumschlagmaschine der Firma Winkler & Dünnebier, Modell Helios 26, Baujahr 1926

Schokoladen-Überziehmaschine, Baujahr 1938

Der Ausbruch des Ersten Weltkriegs brachte der Winkler & Dünnebier einen großen Geschäftseinbruch. Dem versuchte Alfred Winkler mit dem Einstieg in das Geschäft für Süßwarenmaschinen zu begegnen. Eine zufällige Bekanntschaft mit dem Direktor einer Schokoladenfabrik hatte ihn auf den Gedanken gebracht, eine Schokoladenüberziehmaschine zu entwickeln. Nachdem er 1914 ein Patent darauf erhalten hatte, konnte 1916 ein erstes Exemplar an eine bedeutende deutsche Schokoladenfabrik ausgeliefert werden. Nach dem Ersten Weltkrieg wurden diese Maschinen dann weltweit verkauft. Zuvor wurde Winkler & Dünnebier aber in die Rüstungsindustrie eingebunden und musste ab 1917 vorwiegend Granathülsen fertigen.
Nach Kriegsende machten es der durch die Kriegsfertigung verschlissene Maschinenpark und die Hyperinflation Winkler & Dünnebier sehr schwer, wieder die Maschinenproduktion aufzunehmen. Als sich der führende US-amerikanische Briefumschlaghersteller Tension Envelope 1922 anbot, die Couvertmaschinen von Winkler & Dünnebier in den USA zu vertreiben, tat sich für das Neuwieder Unternehmen ein neuer, riesiger Markt auf.
Winkler & Dünnebier erholte sich nach der Weltwirtschaftskrise so gut, dass 1936 der Konkurrent und ehemaliger Arbeitgeber von Max Dünnebier Fischer & Wescher übernommen werden konnte. Von 1939 bis 1945 wurde der Betrieb wieder zur Produktion von kriegswichtigen Geräten verpflichtet und stellte im Werk II Lehren, Messwerkzeuge und Prüfvorrichtungen für die Rüstungsindustrie her.
Alfred Winkler widmete sich bis zuletzt dem Unternehmen. Sein Tod infolge einer Erkrankung fiel in eine nicht nur für Winkler & Dünnebier sehr schwierige Zeit. Durch alliierte Bombenangriffe und Demontage war das Werk in Neuwied schwer beschädigt worden. Außerdem waren viele Mitarbeiter im Krieg umgekommen oder befanden sich in Kriegsgefangenschaft.

## Familie
Alfred Winkler war der Sohn des Schneiders Johann August Winkler (1846–1919) aus Zittau und seiner Frau Clara Auguste Pauline Waurich (1846–1892). Verheiratet war er mit Karoline Heinrich (1871–1913), mit der er vier Kinder hatte: Else (1895–1961), Alfred (Junior) (1897–1959), Richard (1898–1972) und Anna Pauline (genannt Anny, 1900–1993). Nach dem frühen Tod seiner Frau aufgrund eines Leberleidens hatte Alfred Winkler ein Verhältnis mit seiner Haushälterin, Klara Nath. Aus dieser Beziehung ging ein Sohn hervor, Eberhard Winkler (1938–2022). Dieser wurde von seinem Vater gleich nach der Geburt als leiblicher Sohn und Erbe anerkannt, was für die damalige Zeit nicht selbstverständlich war.
Nachdem Winkler und seine Familie aus finanziellen und beruflichen Gründen oft hatten umziehen müssen, konnte er sich dank seines unternehmerischen Erfolgs 1927 den Bau einer Stadtvilla in der Neuwieder Seminarstraße 39 leisten. Daneben besaß er seit den dreißiger Jahren ein Ferienhaus in Manderscheid (Eifel).
Alfred Winkler war mit seiner Familie seit den zwanziger Jahren bis zu seinem Tod Anhänger der Anthroposophie. Er liegt gemeinsam mit anderen Familienmitgliedern auf dem Neuwieder Friedhof Elisabethstraße/Bogenstraße begraben.